# Стовп'язькі краєвиди
Заказник «Стовп'язькі краєвиди» — один з об'єктів природно-заповідного фонду Київської області, ландшафтний заказник місцевого значення.

## Розташування
Заказник розташований в Бориспільському районі Київської області в околицях сіл Гречаники, Комуна та Кавказ, в адміністративних межах Стовп'язької сільської ради. Перебуває у віданні Стовп'язької сільської ради.

## Історія
Ландшафтний заказник місцевого значення «Стовп'язькі краєвиди» був оголошений рішенням № 234-12-VI дванадцятої сесії Київської обласної ради народних депутатів шостого скликання від 24 листопада 2011 року.

## Мета
Мета створення заказника — збереження та відтворення цінних природних комплексів, генофонду рослинного і тваринного світу Київської області.

## Значення
Ландшафтний заказник місцевого значення «Стовп'язькі краєвиди» має особливу природоохоронну, наукову та естетичну цінність.

## Загальна характеристика

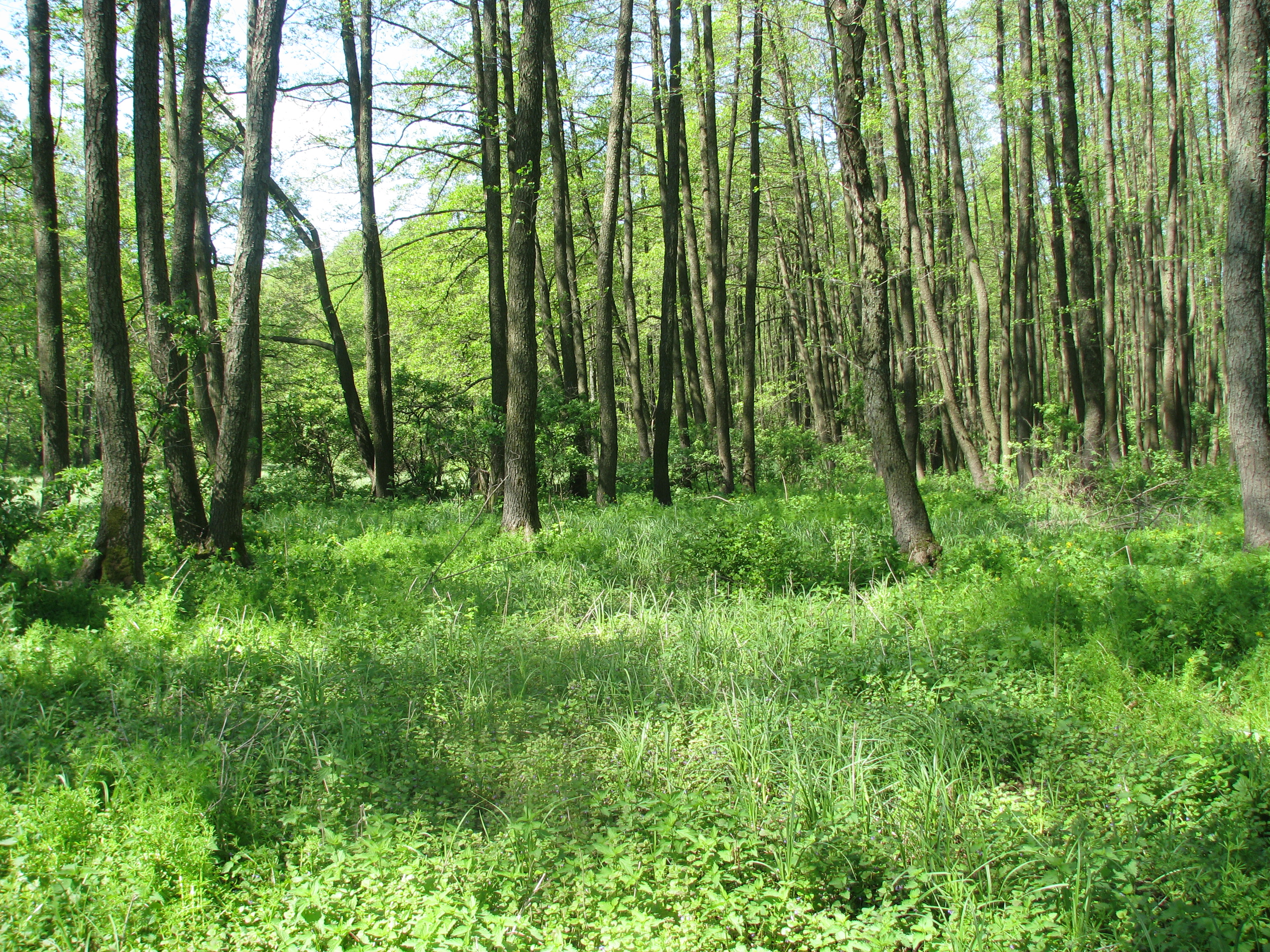

Загальна площа ландшафтного заказника місцевого значення «Стовп'язькі краєвиди» становить 118,2 га. Заказник включає в себе п'ять урочища:
- «Торфорозробка» — розташоване в околиці села Гречаники (площа 1,9 га),
- «Іваненків гай» — розташоване в околиці с. Комуна (площа 58,0 га),
- «Вільшаники» розташована в околиці с. Гречаники,
- «Ліс за Войцехівським» — розташоване в околиці с. Гречаники (площа 8,6 га),
- «Кавказ» розташоване в околиці с. «Кавказ».

## Рослинність

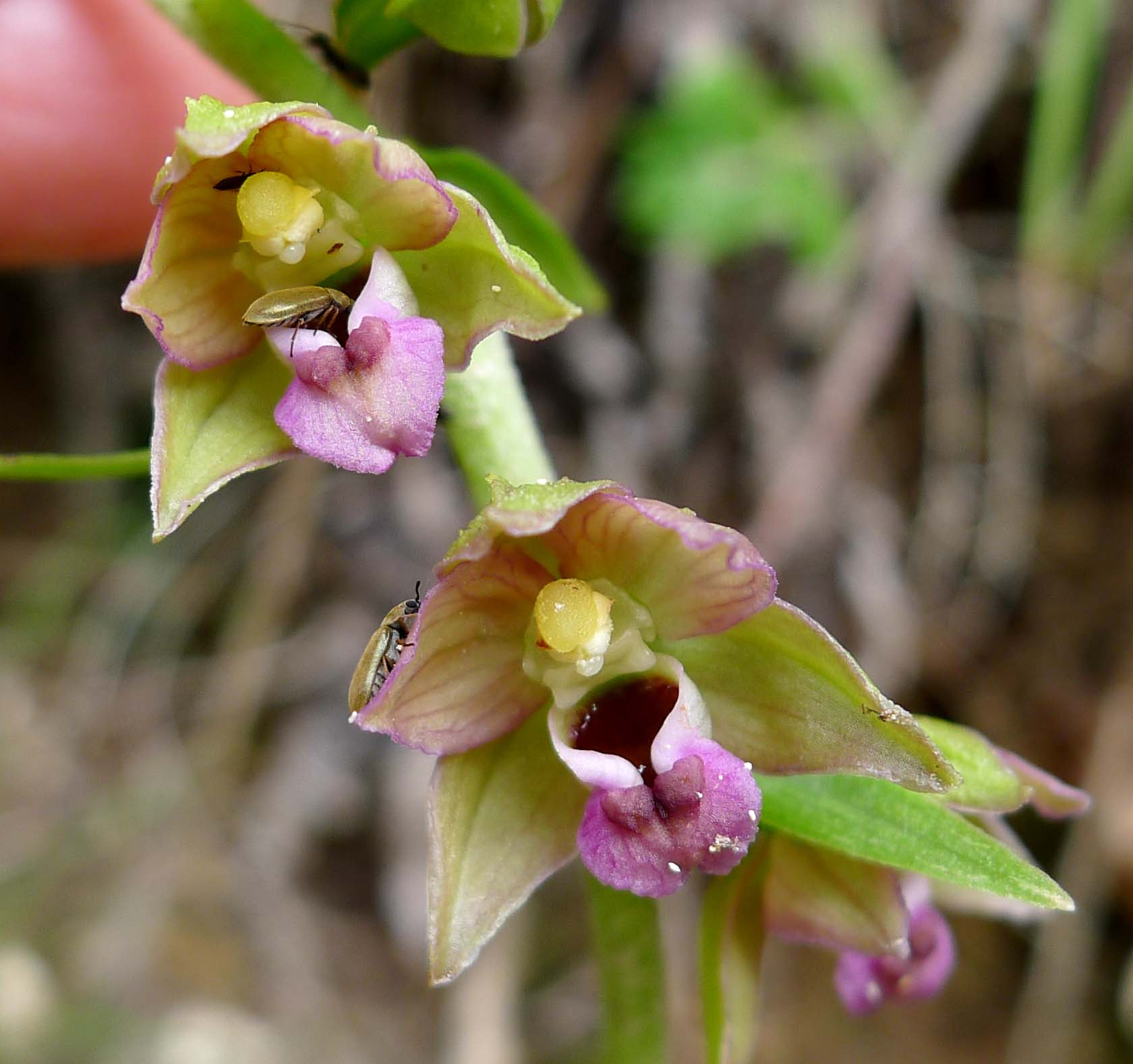
Коручка морозникоподібна

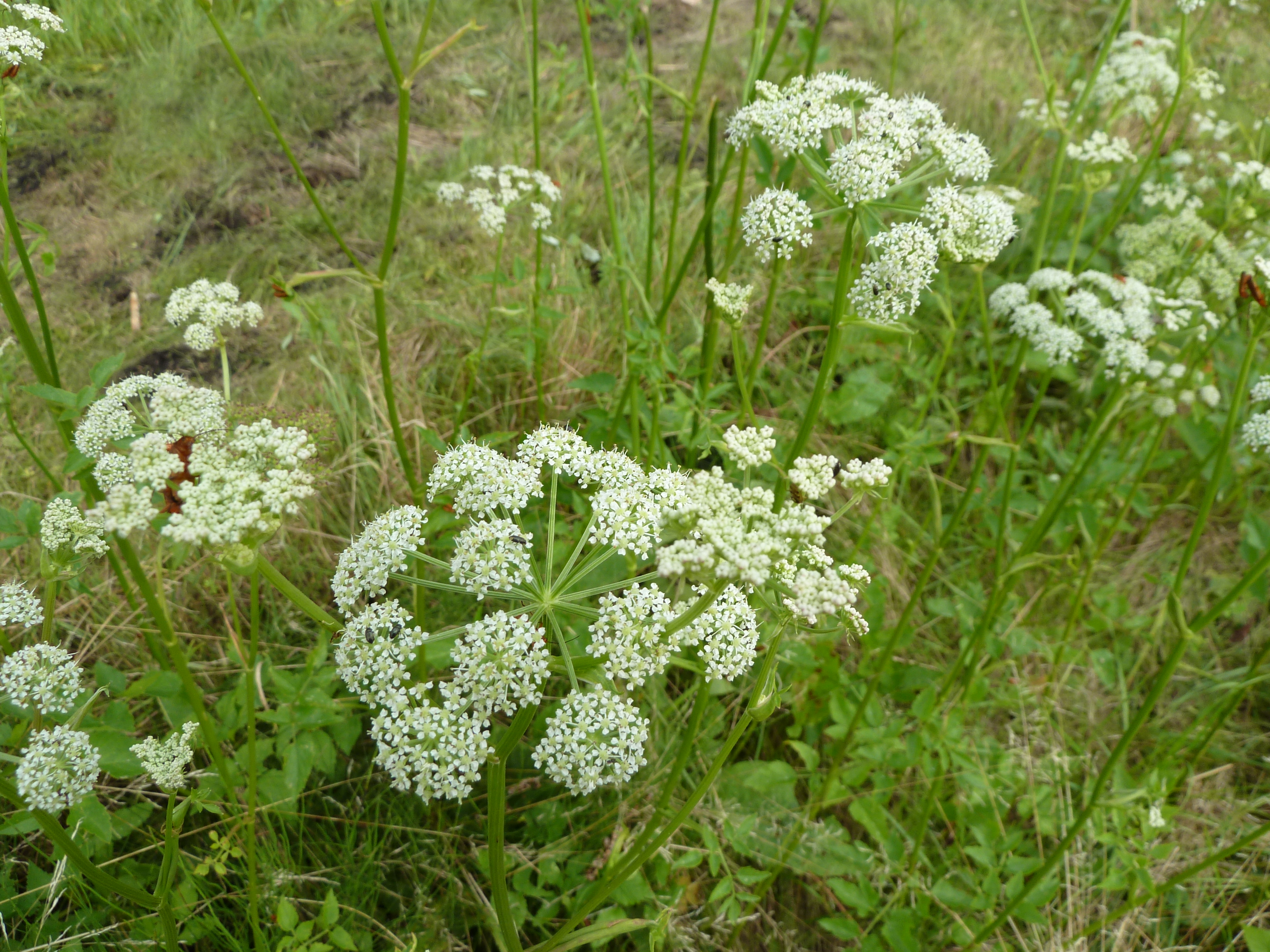
Маточник болотний

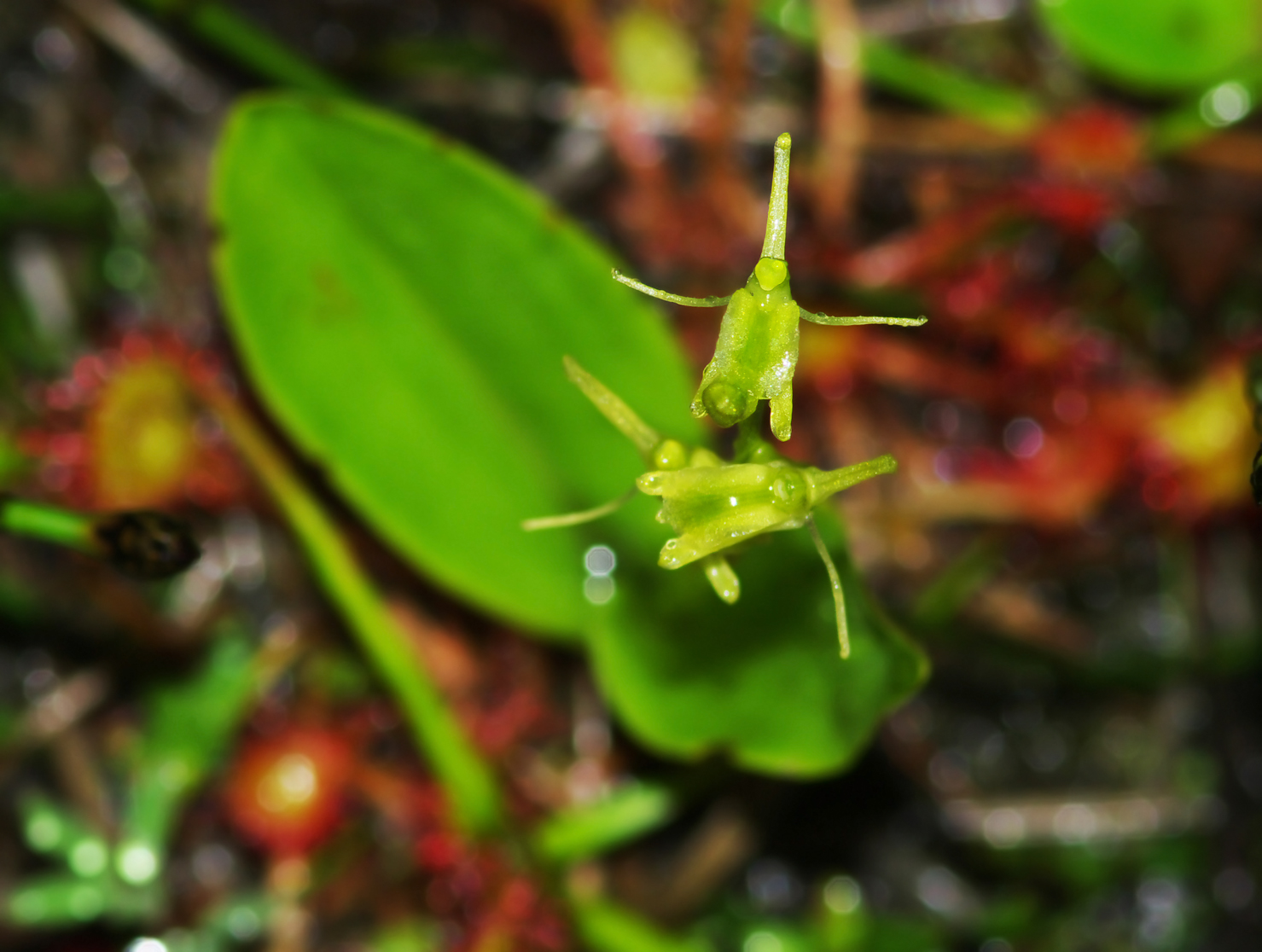
Жировик Лезеля

### «Торфорозробка»
Урочище «Торфорозробка» являє собою став, який виник на місці розробки торфу. Природна рослинність представлена прибережно-водною флорою, в угрупованнях домінують осока гостра, частуха подорожникоподібна, вовконіг європейський, м'ята водяна, вербозілля лучне, сідач конопляний. Водна поверхня покрита ряскою. Зустрічаються болотні угруповання, в яких переважють рогози — широколистий та вузьколистий.

### «Іваненків гай»
До складу урочища «Іваненків гай» входять чотири ділянки, представлені лісовими сосново-дубовими, сосновими та вільховими насадженнями. У багатому рослинному світі особливу цінність являють рідкісні види, занесені до Червоної книги України. До них належать коручка морозникоподібна, підсніжник звичайний, ряст ущільнений. Із трав'яних видів можна зустріти медунку вузьколисту, осоку гірську, горобейник лікарський, звіробій гірський.

### «Вільшаники»
Урочище «Вільшаники» являє собою ліс із вільхи клейкої, що має переважно порослеве походження. Флористичне ядро складається з теліптерису болотного, пасліну солодко-гіркого, хмелю звичайного, сідача конопляного, осоки видовженої, осоки гостроподібної, вербозілля лучного, валеріани болотної, м'яти водяної. Зустрічаються великі популяції маточника болотного, який занесений до Європейського Червоного списку.

### «Ліс за Войцехівським»
Урочище «Ліс за Войцехівським» представлене сосновими насадженнями. Заплавна ділянка, що межує з лісом, складається з угруповань прибережно-водної та лучної рослинності. Добре виражене флористичне ядро гідрофільних болотних та лучно-болотних видів, зокрема жировик Лезеля, що занесений до Червоної книги України та охороняється Бернською конвенцією. Зустрічаються регіонально-рідкісні види, зокрема плавун булавовидний, голокучник дубовий, щитник гребенястий, фіалка болотна. Лікарські рослини представлені лепехою звичайною, алтеєм лікарським, сідачем конопляним.

### «Кавказ»
Урочище «Кавказ» являє собою ліс із вільхи клейкої, що має переважно порослеве походження. Флористичне ядро складається з кропиви дводомної, зеленчука жовтого, бугили лісової, гравілату міського, теліптерису болотного, пасліну солодко-гіркого, хмелю звичайного, сідача конопляного, осоки видовженої, осоки гостроподібної, вербозілля лучного, валеріани болотної, м'яти водяної. Зустрічаються великі популяції маточника болотного, який занесений до Європейського Червоного списку.